# Joop van Kralingen
 Johannes Petrus (Joop) van Kralingen (Den Haag, 8 november 1916 - Leiden, 7 mei 2001) was een Nederlands beeldend kunstenaar. Hij maakte reliëfs, bronzen, textiel, mozaïeken en fresco's.

## Leven en werk
Van Kralingen werd opgeleid aan de Koninklijke Academie van Beeldende Kunsten te Den Haag. Hij was een leerling van Bon Ingen-Housz. Na zijn opleiding werkte hij regelmatig als beeldend kunstenaar in Tourrettes sur Loup, Frankrijk. In 1957 keerde hij definitief terug naar Nederland. Van 1957 tot 1962 doceerde hij aan de Vrije Academie in Den Haag. Hij woonde in die tijd in Den Haag en had een atelier in Leiden, waar hij tot 1996 bleef werken.

## Werken (selectie)
- Fresco's in de "Chapelle de la Madeleine" in Tourrettes-sur-Loup in Frankrijk
- Sprookje, beeld op het Sweelinckplein in Den Haag (1949/1950)
- Vrouw met druiventros, beeld in binnentuin tussen Montgomerystraat - Titus Brandsmastraat Leiden (1960)
- Janus, fontein op het Vuurtorenplein in Noordwijk aan Zee (1964)
- Terracotta kopje, studie, particulier bezit (1968)
- De Drie Gratiën, beeldengroep, Wilhelminapark in Oegstgeest (1983)
- De fluitspeler, beeld op schoolplein Lorentzschool Leiden

## Fotogalerij

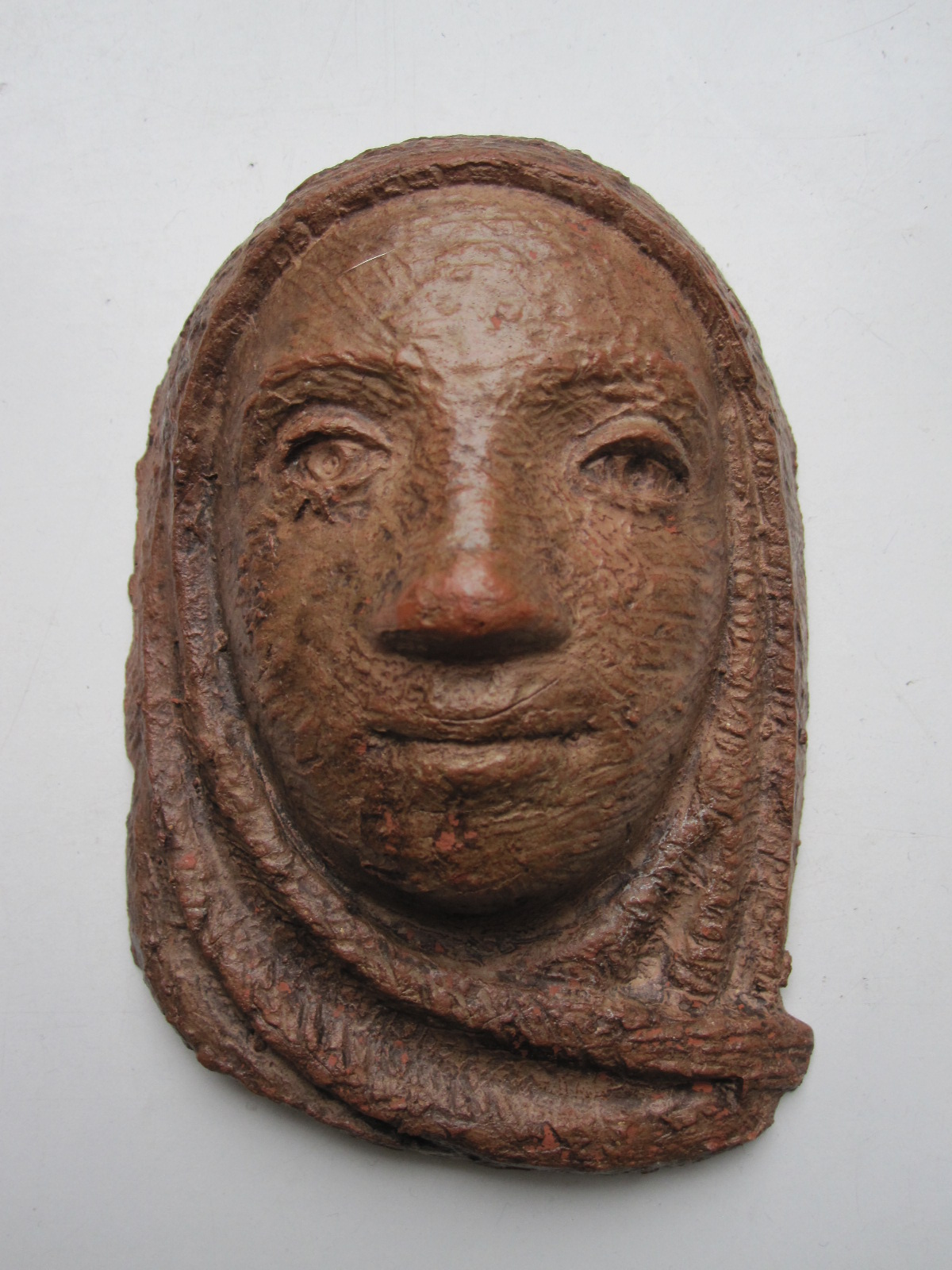
Terracotta kopje
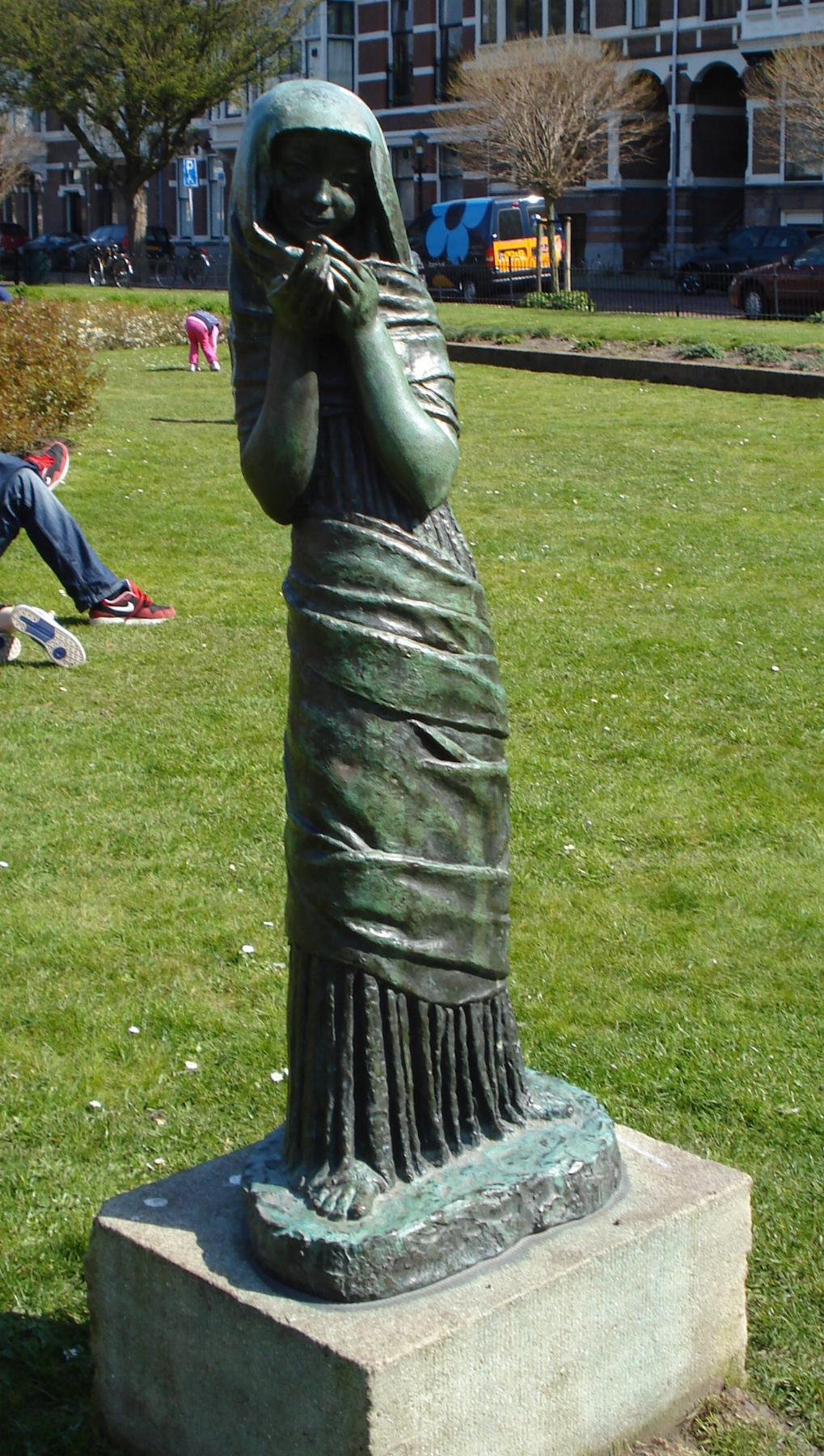
Sprookje, Den Haag
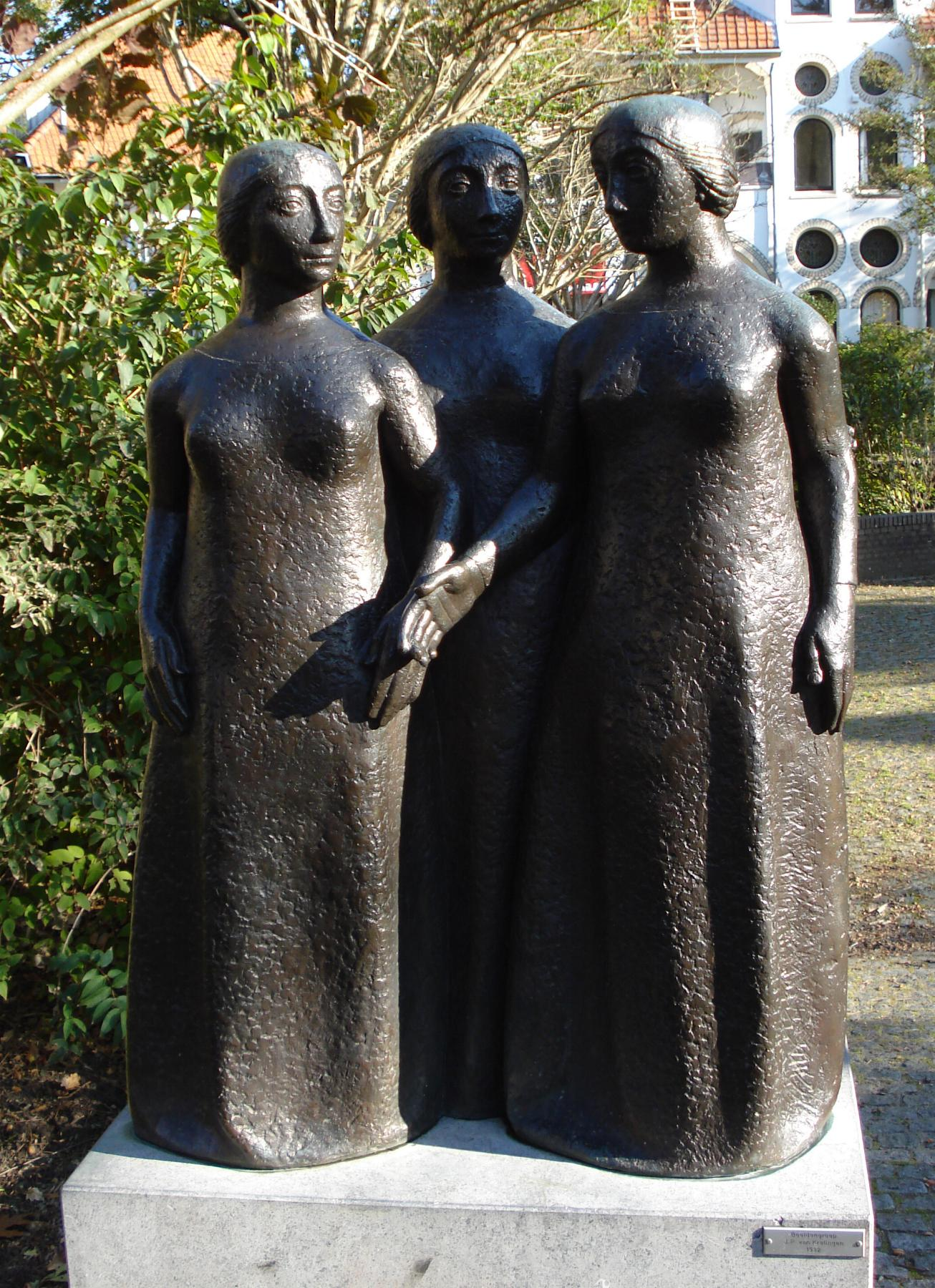
De Drie Gratiën of Beeldengroep Vrouwen, Oegstgeest
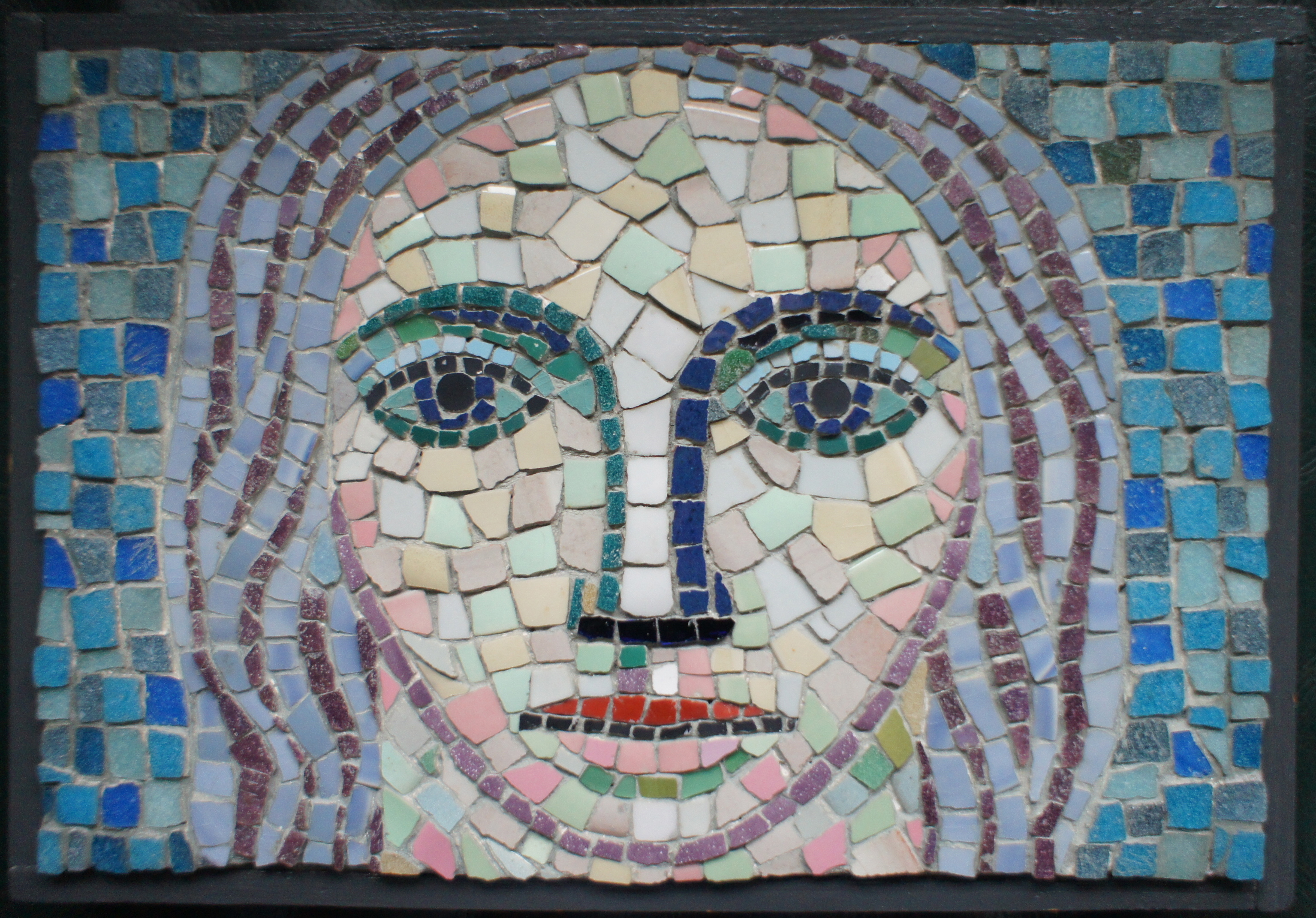
Madonna mozaïek
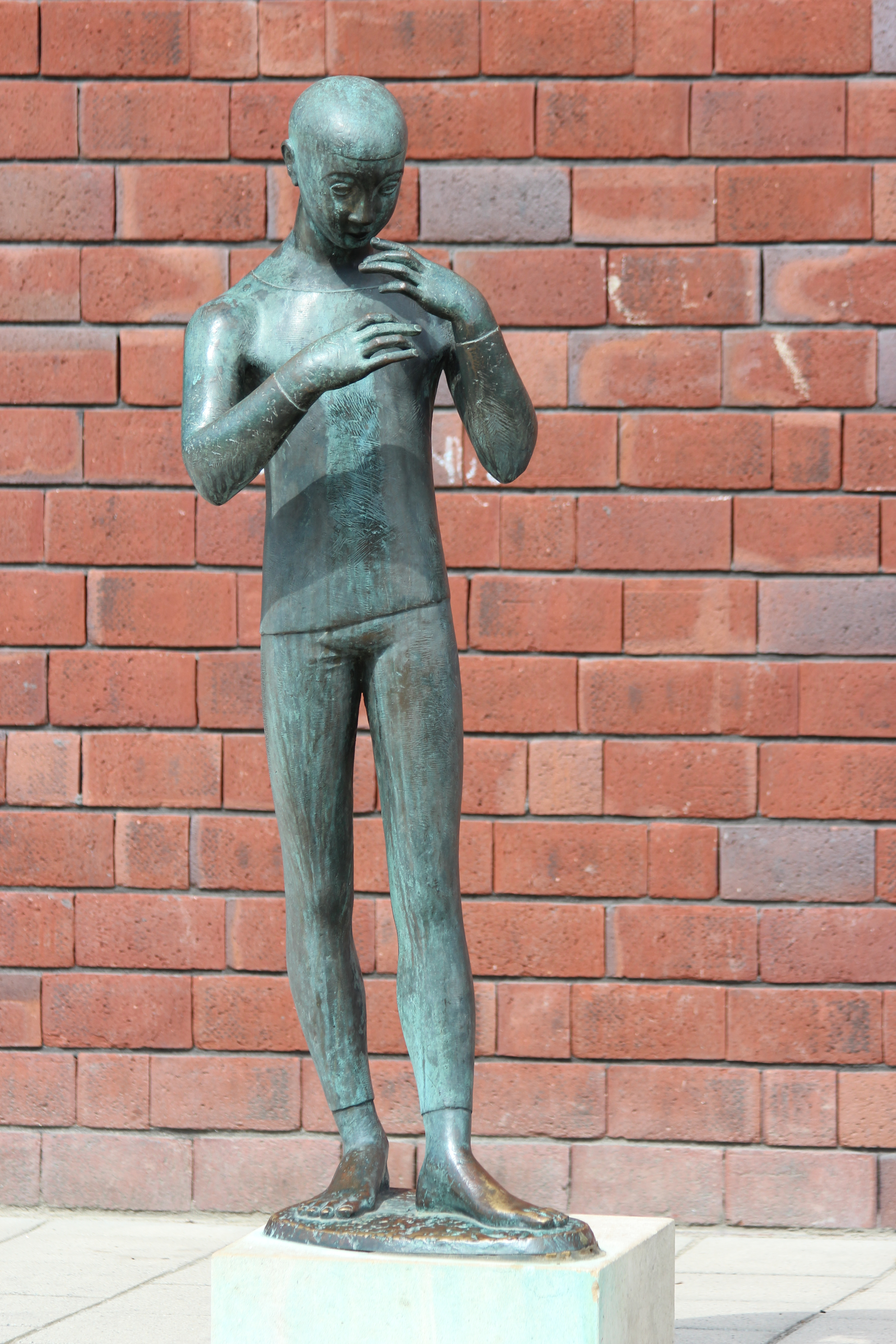
De fluitspeler